# 保尔什·克里斯蒂安
保尔什·克里斯蒂安（匈牙利語：Pars Krisztián，1982年2月18日—），匈牙利男子田径运动员。他曾代表匈牙利参加2004年、2008年、2012年和2016年夏季奥林匹克运动会田径比赛，获得一枚金牌。